# گیرمو آرناس
گیرمو آرناس (اسپانیایی: Guillermo Arenas‎؛ زادهٔ ۲۲ فوریهٔ ۱۹۶۳) دوچرخه‌سوار اهل اسپانیا است. وی در مسابقات تور دو فرانس شرکت کرده است.